# عزیزآباد (شیرآباد)
عزیزآباد روستایی در دهستان گوهرکوه بخش نوک آباد شهرستان تفتان استان سیستان و بلوچستان ایران است.

## جمعیت
بر پایه سرشماری عمومی نفوس و مسکن در سال ۱۳۹۵ جمعیت این مکان ۳۳ نفر (۱۵خانوار) بوده‌است.